# Поксвіруси
Поксвіруси (Poxviridae) — родина ДНК-вмісних вірусів.

## Морфологія віріонів
Віріони мають цеглиноподібну форму з округлими краями розміром 300—450 х 170—260 нм. Це найбільші віруси тварин. Вони мають складну будову та складаються з ядра, що має форму двоввігнутої лінзи, по обидва боки від якої знаходяться овальні утвори, що називаються боковими тільцями. Ядро містить ДНК, упаковану в білковий футляр у вигляді циліндричних чи ниткоподібних структур, які оточені внутрішньою та зовнішньою мембранами. Ядро та білкові тіла оточені зовнішньою оболонкою з характерними кулеподібними виступами.

## Фізико— хімічні та фізичні властивості
Віруси цієї родини є стійкими до впливу довкілля. Стійкі до ефіру, більшості дезінфікуючих засобів, можуть зберігатися в сухих ексудатах упродовж багатьох місяців при кімнатній температурі, а у вмісті везикул на холоді — упродовж декількох років. У 50 % розчині гліцерину вірус зберігає інфекційну активність при 4°С упродовж декількох років.

## Геном
Геном вірусів являє собою лінійну молекулу ДНК з молекулярною масою більш ніж 130*106, значно більшою, ніж у інших родин вірусів тварин. ДНК містить близько 240 000 пар нуклеотидів при загальній довжині 82 мкм. На обох кінцях молекули знаходяться ковалентні зшивки, тому ниткам ДНК властива незвичайна міцність і вони не розділяються повністю при лужній денатурації. Розмір геному 130-375kb.
Стратегія реплікації: Цитоплазматична
1. Віруси прикріплюється до глікозаміногліканів на поверхні клітини-мішені або компонентів позаклітинного матриксу, запускаючи руйнування мембрани та вивільнення вірусного кору в цитоплазму.
2. Рання фаза: ранні гени транскрибуються в цитоплазмі вірусною РНК-полімеразою. Рання експресія починається через 30 хв після інфекції.
3. Відбувається роздягання нуклеїнової кислоти.
4. Інтермедіальна фаза: експресія інтермедіальних генів запускає геномну реплікацію ДНК. Це відбувається приблизно через 100 хв після інфекції
5. Пізня фаза: Пізні гени експресуються після 140 хв- 48 год після інфекції. Синтезуються всі структурні протеїни.
6. Збирання віріонів розпочинається після приєднання до внутрішньої мембрани інфікованої клітини, відбувається продукування незрілих сферичних вірусних часточок, які при дозрівання набувають форму бруска.
7. Зрілі віріони вивільнюються з клітини шляхом лізису або в результаті екзоцитозу без розриву клітинної оболонки.

## Склад
Віріони містять у своєму складі дволанцюгову ДНК, що становить 5 — 7,5 % від маси вібріона, більш ніж 30 структурних білків, включаючи ферменти, ліпіди (4 %), вуглеводи (3 %). Ліпіди входять до складу зовнішньої оболонки вібріонів.
У складі віріонів містяться більше 30 структурних білків з молекулярною масою 11*103 — 150*103. З них 17 виявлені в серцевині, в тому числі два білки, що становлять 50 % від сумарного білка серцевини. П'ять білків локалізовано на поверхні вібріона, вісім — у глибших шарах зовнішньої оболонки. Поверхневі білки є глікопротеїнами і скоріш за все з ними пов'язаний імунітет до віспи.
У віріонах  виявлено 12-13 ферментів. Серед них знаходиться ДНК-залежна РНК-полімераза та інші ферменти, пов'язані з транскрипцією ДНК, модифікацією мРНК, кінази та протеази.
Віруси натуральної віспи та вісповакцини (типові представники родини) подібні в антигенному відношенні і відрізняються один від одного не більш ніж одним антигеном. Усі антигени можна розділити на структурні, розчинні та гемаглютиніни. До структурних білків належать NP-антиген, загальний для всієї родини. Цей білок зв'язаний з білком нуклеокапсида. Серед розчинних антигенів є термолабільний та термостабільний. Гемаглютинін є ліпопротеїновим комплексом, що містить три глікопротеїни.